# Duang Jai Akkanee
Duang Jai Akkanee (tiếng Thái: ดวงใจอัคนี}}; RTGS: Duang Chai Akkhani) là bộ phim truyền hình Thái Lan nằm trong bộ Series 4 phần Bốn trái tim của núi năm 2010, phim được phát sóng trên đài Channel 3 (CH3) Thái Lan do Nadech Kugimiya và Urassaya Sperbund thủ vai chính.

## Nội dung
Đây là phần 2 trong dự án lớn nhất kỷ niệm 40 năm thành lập của CH3 - "4 Huajai Haeng Koon Kao" - gồm bốn câu chuyện "Thara Himalai", "Duangjai Akkanee", "Pathapee Leh Ruk" và "Wayupak Montra". Mỗi phần có nội dung riêng biệt, nhưng gắn liền với nhau, xung quanh 4 anh em nhà Adisuanrangsan và dựa theo 4 cuốn sách cùng tên.
Vì hiềm khích của hai gia đình, mà Akkanee (Fai) và Ajjima (Jeed) từ nhỏ đã là kẻ thù của nhau. Sau này lớn lên, Fai và Jeed đều có nhiệm vụ chăm lo cho trang trại của gia đình. Hai trang trại được ngăn cách bằng một hàng rào trắng, tại đây họ cãi nhau không biết bao nhiêu lần. Nhưng với sự thù ghét họ dành cho nhau, thì sự quan tâm cho đối phương cũng từ từ nảy nở.
Số phận sắp đặt cho Fai làm phù rể, còn Jeed làm phù dâu cho đám cưới của hai người bạn thân của họ. Trong quá trình tổ chức đám cưới, cả hai dần xích lại gần với nhau hơn. Và số phận thắt chặt họ hơn khi trong một lần uống say quá độ, Fai đã ngủ qua đêm tại phòng của Jeed….
Làm thế nào Fai mới có được trái tim của Jeed? Làm thế nào cả hai vượt qua sự hận thù của gia đình họ? Liệu tình yêu của họ có đủ mạnh để phá đi hàng rào ngăn cách của trang trại hai bên?

## Diễn viên
- Nadech Kugimiya vai Akkanee Adisuan (Fai)
- Urassaya Sperbund vai Ajjima Potsawat / Jeed
- Sumonthip Leungutai vai Milk
- Panomkorn Tungtatsawat vai Kraipope
- Benjapol Cheuyaroon vai Sak
- Chokchai Boonworametee vai Sila
- Ronnadet Wongsaroj vai Preuk
- Krerk Chiller vai Noo Tor
- Panthila Fuklin vai Peemai
- Jirayu Thantrakul vai Yai
- Metanee Buranasiri vai Pisarn
- Prin Suparat vai Pathapee (Din)
- Pakorn Chatborirak vai Wayupak (Lom)
- Khách mời đặc biệt:
- Chalida Vijitvongthong vai Cher-Aim Vongvanitsakunkit

## Rating
| Tập         | Rating |
| ----------- | ------ |
| 1           | 7.1    |
| 2           | 7.0    |
| 3           | 7.2    |
| 4           | 7.8    |
| 5           | 7.5    |
| 6           | 8.1    |
| 7           | 8.6    |
| 8           | 8.5    |
| 9           | 7.4    |
| 10          | 7.3    |
| Trung bình: | 7.65   |

## Ca khúc nhạc phim
- ให้รักเดินทางมาเจอกัน / Hai Rak Dern Tang Ma Jer Gan (Let Love Meet) - Pop Pongkool ft Bowling Manida
- เธอคือดวงใจของฉัน / Ther Keu Dungjai Khong Chan (You're my heart) - Pongsak Rattanapong
- ไม่รักไม่เป็นไร / Mai Ruk Mai Bpen Rai (If You Don’t Love Me, That’s Okay) - Namm Ronnadet

## Giải thưởng
| Năm  | Giải                       | Hạng mục                        | Đề cử                               | Kết quả   |
| ---- | -------------------------- | ------------------------------- | ----------------------------------- | --------- |
| 2010 | Top Awards                 | Best Rising Actress             | Urassaya Sperbund                   | Đoạt giải |
| 2010 | Top Awards                 | Best Rising Actor               | Nadech Kugimiya                     | Đoạt giải |
| 2010 | Seesan Buntherng Awards    | Female Rising Star              | Urassaya Sperbund                   | Đoạt giải |
| 2010 | Seesan Buntherng Awards    | Male Rising Star                | Nadech Kugimiya                     | Đoạt giải |
| 2010 | TV3 Fanclub Awards         | Female Rising Star              | Urassaya Sperbund                   | Đoạt giải |
| 2010 | TV3 Fanclub Awards         | Male Rising Star                | Nadech Kugimiya                     | Đoạt giải |
| 2010 | Mthai Top Talk Awards      | Top Talk About Actress          | Urassaya Sperbund                   | Đoạt giải |
| 2011 | Siam Dara Awards           | Female Rising Star              | Urassaya Sperbund                   | Đoạt giải |
| 2011 | Daradaily the Great Awards | Rising Star Actress of the Year | Urassaya Sperbund                   | Đoạt giải |
| 2011 | Bang Award 2011            | Girl of the Year                | Urassaya Sperbund                   | Đoạt giải |
| 2011 | Bang Award 2011            | Boy of the Year                 | Nadech Kugimiya                     | Đoạt giải |
| 2011 | Ooops Magazines Awards     | Best On Screen Couple           | Nadech Kugimiya & Urassaya Sperbund | Đoạt giải |